# حادثه کوایچیگای
حادثه کوایچیگای (به ژاپنی: 喰違の変); به حادثه سوء قصد به شخصیت برجسته اصلاحات میجی، ایواکورا تومومی در ۱۳ ژانویه از سال هفتم دوره میجی، (برابر با سال ۱۸۷۴) در نزدیکی در خروجی قلعه توکیو بنام «دروازه کوایچیگای» در محله آکاساکا در میناتو-کو، توکیو در ژاپن اشاره دارد. در این روز ۸–۹ ضارب به ایواکورا تومومی که سوار بر کالسکه اش از قصر به خانه برمی‌گشت حمله کردند و وی را زخمی کردند اما وی به سرعت خود را از کالسکه بیرون انداخت و به آن سوی رودخانه گریخت و توانست پنهان شود. در همان حال صدای این درگیری مردم را به آن سو کشاند و سوءقصد کنندگان گریختند. امپراتور میجی و ملکه از شنیدن این خبر تکان خوردند و خود را به وزارت دربار که ایواکُورا برای درمان زخم‌هایش در آنجا بود رساندند. پس از آن به دستور امپراتور وی را به قصر منتقل کردند. در روز ۱۷ ژانویه که امپراتور شنید که هنوز ضاربان دستگیر نشده‌اند، پی سانجو سانه تومی، اوکوبو توشیمیچی و اوکی تاکاتو فرستاد و با تأکید به اهمیت این رویداد خواستار دستگیری ضاربان شد. همان شب پنج نفر از آن‌ها دستگیر شدند و بعد چهار نفر دیگر آنها همگی از سامورایی‌های سابق استان کوچی (قلمروی توسای سابق) و پیروان ایتاگاکی تایسوکه بودند و از اجرایی نشدن طرح سایگو تاکاموری در مورد طرح حمله به کره کینه داشتند.